# Каролина Брауншвейгская
Кароли́на Ама́лия Елизаве́та Брауншве́йг-Вольфенбю́ттельская (нем. Caroline Amalie Elisabeth von Braunschweig-Wolfenbüttel; 17 мая 1768, Брауншвейг — 7 августа 1821, Лондон) — супруга короля Великобритании, Ирландии и Ганновера Георга IV.
Каролина была дочерью правителя немецкого княжества Брауншвейг-Вольфенбюттеля Карла Вильгельма Фердинанда Брауншвейгского и британской принцессы Августы. В 1794 году принцессу обручили с её двоюродным братом и наследником британского престола Георгом, принцем Уэльским, несмотря на то что они никогда не виделись ранее, а Георг уже состоял в тайном браке со своей любовницей Марией Фицгерберт. С первой минуты знакомства принц Уэльский невзлюбил свою невесту, и Каролина ответила взаимностью. Несмотря на это они поженились в течение года после обручения, и Каролина родила дочь Шарлотту Августу. Вскоре после рождения дочери супруги разошлись, и Георг стал искать способа развестись. В 1806 году появились слухи о том, что Каролина родила ребёнка от любовника; годом позднее было проведено расследование, показавшее, что хотя поведение принцессы вызывает вопросы, она была верна супругу, а ребёнок, живший у неё дома, был взят ею на воспитание. Тем не менее, доступ Каролины к дочери был ограничен.
В 1814 году Каролина уехала в Италию, где, по слухам, вела распутный образ жизни. Эти слухи приписывали ей связь с её итальянским слугой Бартоломео Пергами. В мае 1816 года дочь Каролины вышла замуж; через год Шарлотта Августа умерла во время родов. Каролина узнала о смерти дочери по чистой случайности: Георг не собирался информировать жену о случившемся, но в её доме остановился курьер, который и передал принцессе скорбную весть. Поступок Георга возмутил Каролину; сам же Георг и сейчас был настроен на развод с женой и собирался организовать второе расследование, чтобы доказать её неверность.
В 1820 году Георг стал королём Великобритании и Ганновера. Он ненавидел жену и поклялся, что ей никогда не стать королевой; он настаивал на разводе, однако Каролина стояла на своём и отказывалась расторгнуть брак. Каролина вернулась в Великобританию, чтобы отстоять свои позиции в качестве королевы. Она имела большую популярность в народе, который сочувствовал ей и презирал нового короля за его аморальное поведение. В июле 1821 года Каролина была отстранена от коронации по приказу мужа. Три недели спустя она заболела и умерла в Лондоне.

## Происхождение и ранние годы

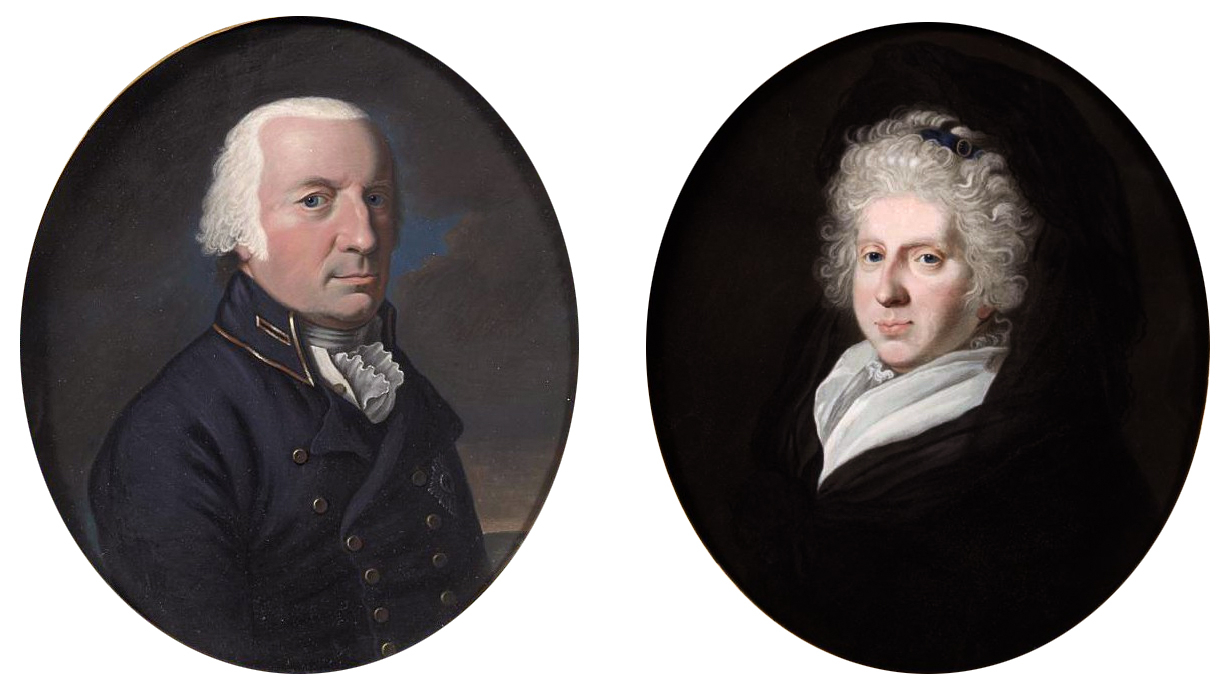
Родители Каролины Карл Вильгельм Фердинанд Брауншвейгский и Августа Великобританская

Каролина родилась 17 мая 1768 года в Брауншвейге и была второй дочерью и третьим ребёнком из семи детей Карла Вильгельма Фердинанда, наследного принца Брауншвейгского, и его жены Августы Великобританской. По отцу девочка была внучкой герцога Брауншвейг-Вольфенбюттельского Карла I и прусской принцессы Филиппины Шарлотты; по матери — Фредерика, принца Уэльского, и Августы Саксен-Готской. Каролина появилась на свет ещё в правление деда, и её царственная бабушка герцогиня Филиппина Шарлотта, ожидавшая, что на этот раз Августа родит сына, не обрадовалась появлению на свет девочки, как не была она рада и рождению её старшей сестры.
Брауншвейг-Вольфенбюттельский двор был одним из самых либеральных в Германии, поскольку здесь не было жёсткого этикета, характерного для других северо-германских дворов. В силу этого Каролина росла весёлым, добрым, непослушным ребёнком. Она терпеть не могла кукол и лучше ладила с братьями, чем с сестрой. Кроме того, друзей она предпочитала заводить среди местных слуг, а также одаривала небольшими сувенирами фрейлин своей бабушки. Вместе с тем, обстановка внутри семьи была сложной: мать девочки конфликтовала с супругом из-за связи последнего с Луизой Хертфилд, которая стала официальной фавориткой Карла Вильгельма Фердинанда в 1777 году. Позднее Каролина говорила своей фрейлине леди Шарлотте Кэмпбелл, что она часто уставала быть «воланом» между родителями; когда она вставала на сторону одного из них, другой обязательно ругал принцессу.
Каролина воспитывалась гувернантками и единственным предметом, которым она овладела в совершенстве, стала музыка, которой она занималась шестнадцать часов в неделю. Девочка хорошо освоила игру на клавесине и даже давала небольшие концерты перед родителями после ужина. С 1783 по 1791 год гувернанткой принцессы была довольно образованная графиня и поэтесса Элеонора фон Мюнстер, которой удалось завоевать доверие и даже некоторую привязанность принцессы. Она всерьёз взялась за образование Каролины, для чего были наняты лучшие учителя истории и языка и выписывались множество книг, однако время для постановки правильной речи и грамматики было упущено, и всю оставшуюся жизнь принцесса предпочитала диктовать свои письма секретарю, который мог исправить её ошибки. Помимо родного языка и истории, девочку обучали и иностранным языкам, однако без особого успеха: Каролина понимала английскую и французскую речь, однако говорила на этих языках с большим трудом. Вместе с тем, как считала мать принцессы Августа, все немецкие принцессы должны были знать английский язык, чтобы иметь возможность выйти замуж за принца Уэльского, племянника Августы.
Герцог Йоркский, посетивший Брауншвейг по военным делам, был очарован Каролиной и по возвращении в Лондон много говорил о ней своему царственному брату и племяннику принцу Уэльскому, намекая на возможный союз последнего с принцессой. Британский политик Джон Стэнли, видевший принцессу в 1781 году, отмечал, что она «весьма привлекательная девушка со светлыми вьющимися волосами». В 1786 году молодой французский политик Мирабо описывал её как «самую дружелюбную, живую, игривую, остроумную и красивую» девушку, которую он знал.
Хотя брауншвейгский двор был самым либеральным в Германии, Каролина была жёстко ограждена от общения с противоположным полом. Ей позволялось присутствовать на некоторых балах и государственных приёмах, однако танцевать принцессе запрещалось. Запрещалось ей и обедать наедине с родственниками мужского пола. Уединённая жизнь не нравилась Каролине, и она всячески пыталась вырваться на свободу: когда ей снова запретили присутствовать на балу, принцесса сымитировала серьёзную болезнь, из-за чего её родители вынуждены были покинуть бал и увидеть Каролину. Когда Августа и Карл Вильгельм Фердинанд прибыли в покои дочери, она заявила, что беременна, и заставила их послать за акушеркой. Когда акушерка приехала, Каролина остановила осмотр и спросила у матери: «Теперь, мадам, вы также будете держать меня вдали от балов?»

## Брачные планы

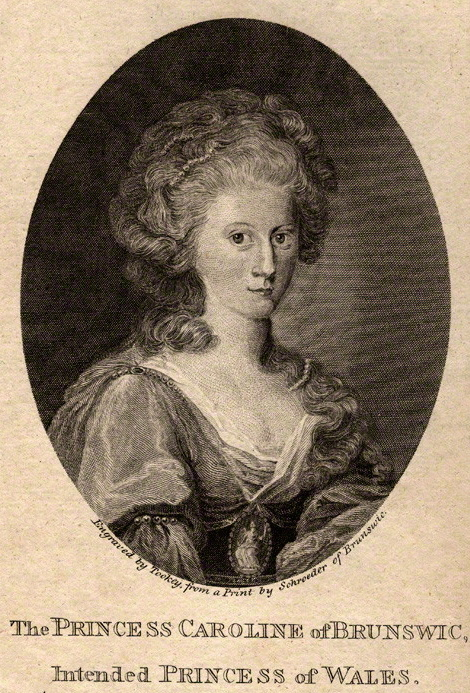
Каролина Брауншвейгская за год до свадьбы с принцем Уэльским

Каролина была желанной невестой. Начиная с 1782 года поступали предложения о браке с принцем Оранским, Георгом Гессен-Дармштадтским и Карлом Мекленбург-Стрелицким, однако мать и отец принцессы рассчитывали на союз с британским и прусским королевскими домами, соответственно. Сама Каролина была влюблена в одного из своих брауншвейгских кузенов. Позднее Каролина заявляла, что её отец запретил ей выйти замуж за любимого человека из-за его низкого статуса; достоверно личность этого человека не определена, однако современники отмечали, что это мог быть «красивый ирландский офицер», живший в Брауншвейге, в которого принцесса была влюблена и от которого, по слухам она родила ребёнка в пятнадцать лет. Хотя рождение Каролиной ребёнка до брака не доказано, именно это обстоятельство называли причиной, по которой принцесса вышла замуж в более позднем возрасте, чем это было принято в знатных семьях в то время.

### Обручение с принцем Уэльским
В 1794 году Георг, принц Уэльский, находился в поисках подходящей невесты. Поиски Георга были обусловлены не желанием обеспечить преемственность на британском троне, а собственной выгодой: премьер-министр Уильям Питт-младший пообещал принцу увеличение доходов после свадьбы. Георг остро нуждался в деньгах, поскольку несмотря на то, что он имел неплохие доходы как принц Уэльский и герцог Корнуолльский, жил он не по средствам, и к 1794 году денег не хватало даже на то, чтобы погасить проценты по долгам. Георг тайно женился на своей любовнице Марии Фицгерберт, однако такой брак не имел юридической силы, поскольку Георг, вполне осознавая бесполезность затеи, даже не пытался получить на него согласие отца, как это было предусмотрено законом о королевских браках от 1772 года. Официально, Фицгерберт оставалась любовницей принца; к ней он испытывал наибольшую привязанность и, когда другие его фаворитки, например леди Джерси, выходили из фавора, Мария оставалась любимицей Георга.

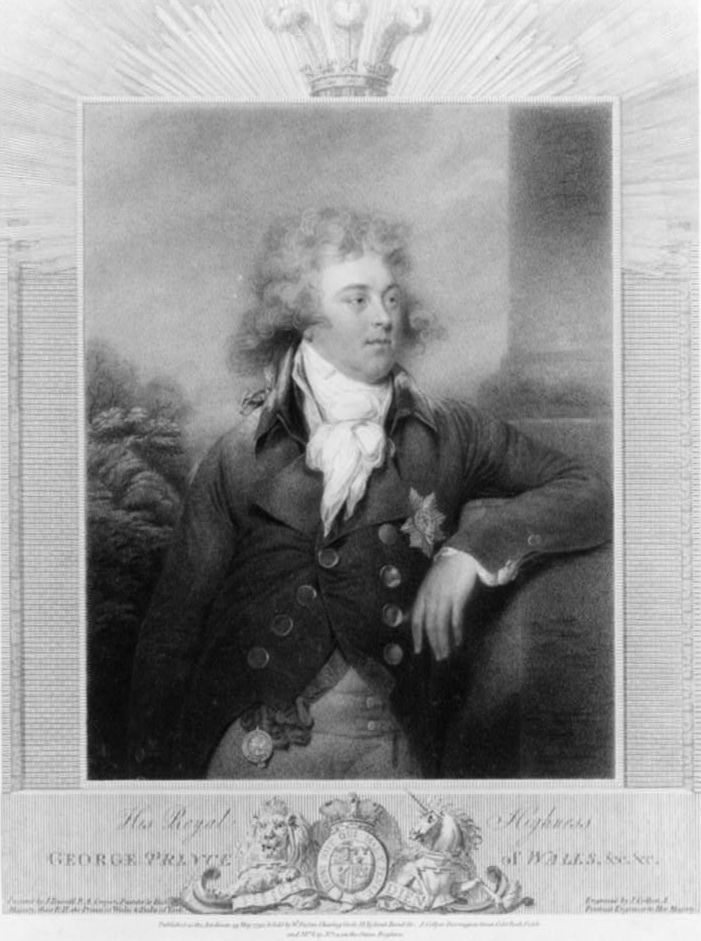
Георг, принц Уэльский, в 1792 году

В качестве возможных невест Георг рассматривал двух немецких принцесс, обе они приходились принцу кузинами: Луиза Мекленбург-Стрелицкая, дочь герцога Карла II, родного брата матери Георга, и собственно сама Каролина, которая была дочерью родной сестры отца принца. Мать Георга, королева Шарлотта, получала тревожные слухи о поведении принцессы Каролины, и потому склонялась к браку сына со своей племянницей Луизой, которую к тому же она считала более привлекательной. Однако несмотря на это Георг, находившийся в тот момент под влиянием леди Джерси, которая считала Каролину менее грозным соперником, чем Луизу, выбрал Брауншвейгскую принцессу, хотя никогда ранее не встречал её. По приказу короля в Брауншвейг был отправлен дипломат Джеймс Харрис, граф Малмсбери, который должен был сопроводить принцессу в Великобританию.
По прибытии в Брауншвейг Малмсбери, наслышанный о привлекательности девушки, был неприятно удивлён, обнаружив принцессу растрёпанной и, очевидно, несколько дней не мывшейся; говорила она грубо и фамильярно. Граф провёл почти четыре месяца с ней, делая всё возможное, чтобы улучшить её поведение и привычки. Затем 30 декабря 1794 года он вместе с принцессой отправился в Лондон, однако в пути провёл больше времени, чем обычно из-за плохой зимней погоды и сложностей, возникших в результате войны с Францией. Несколько недель Малмсбери и Каролина вынужденно провели в Ганновере, 28 марта 1795 года в Куксхафене они наконец сели на корабль и к обеду 5 апреля прибыли в Гринвич.
По прибытии Каролину встретила леди Джерси, которая вместе с Малмсбери отвезла её в Сент-Джеймсский дворец, где принцесса встретилась с принцем Уэльским. Каролина не понравилась жениху, и при первом взгляде на неё Георг произнёс «Харрис, мне нехорошо, прошу, дай мне стакан бренди». После того как принц ушёл, Каролина заявила Малмсбери: «Я думаю, что он очень толстый, и не такой уж красавец, как изображён на портрете». Когда пара вместе обедала в тот вечер, озлобленная принцесса делала грубые намёки на отношения принца с леди Джерси, что по словам Харриса, только укрепило неприязнь к ней Георга. Перед свадьбой, состоявшейся 8 апреля 1795 года в 8 вечера в королевской капелле Сент-Джеймсского дворца, Георг отправил брата Уильяма к Фитцгерберт, чтобы сообщить ей, что она единственная женщина, которую он будет любить; затем Георг изрядно напился и отправился на церемонию.

## Принцесса Уэльская

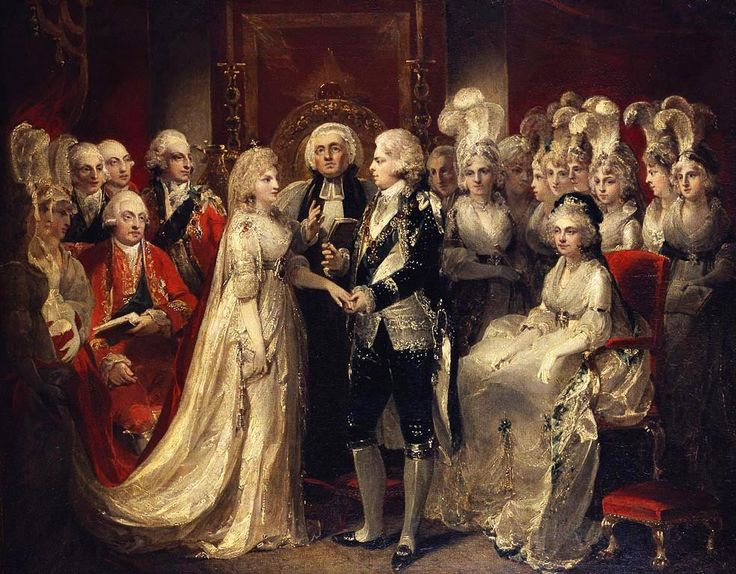
Свадьба Георга и Каролины.
Гейнсборо Дюпон, 1795/1797

Позднее Георг заявлял в письме к другу, что делил с супругой постель лишь трижды (дважды в брачную и один раз в следующую ночь) из-за того, что с трудом преодолевал отвращение к супруге, и что принцесса прокомментировала размер его полового органа, что навело принца на мысль о том, что Каролине было с чем сравнивать и она давно не девственница. Сама Каролина намекала, что принц был импотентом, а большую часть первой брачной ночи он провёл у каминной решётки, куда упал, будучи сильно пьяным. Пара рассталась в течение нескольких недель после свадьбы, хотя они оставались жить под одной крышей.
Несмотря на столь недолговечную совместную жизнь, через девять месяцев после свадьбы, 7 января 1796 года, в Карлтон-хаусе, лондонской резиденции принца Уэльского, принцесса родила дочь Шарлотту Августу. Георг был недоволен рождением девочки, поскольку рассчитывал, что Каролина родит сына, однако короля такое обстоятельство нисколько не расстраивало: он был в восторге от появления в семье его первой законнорожденной внучки и надеялся, что малышка сможет сблизить родителей. Сближения не произошло: через три дня после появления на свет Шарлотты Августы её отец составил завещание, в котором отстранял Каролину от воспитания дочери, а всё своё имущество завещал своей любовнице Марии Фицгерберт, которую называл в завещании своей женой.
Несмотря на то, что Каролина родила ребёнка, занимавшего второе место в очереди на трон, отношение супруга к ней не улучшилось; более того, Георг ограничил её общение с дочерью, разрешив видеться с ней только в присутствии медицинской сестры и гувернантки. Каролине было разрешено обычное ежедневное посещение, которой было традиционным для родителей из высшего класса в то время, но она была лишена права голоса в вопросах воспитания и ухода за принцессой. Несмотря на все запреты, отзывчивые слуги в доме Георга часто позволяли Каролине оставаться наедине с дочерью; Георг не знал о происходящем, поскольку сам редко виделся с Шарлоттой Августой. В конце концов, Каролина фактически перестала скрывать от мужа свои тайные визиты к дочери и стала разъезжать с ней в карете по Лондону под аплодисменты толпы.

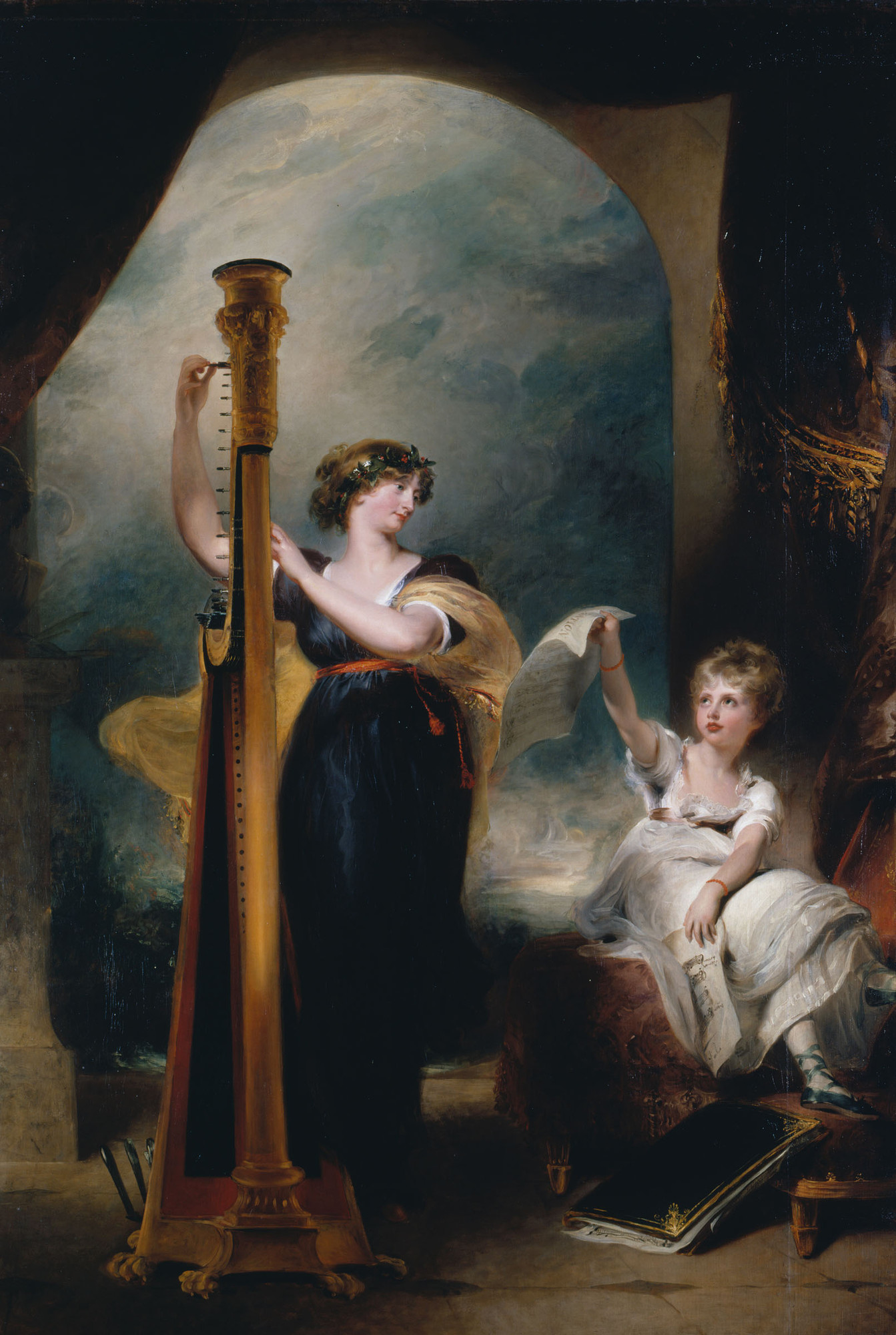
Каролина с дочерью.
Томас Лоуренс, ок. 1800

Семейные проблемы Георга и Каролины быстро стали достоянием общественности. Газеты приняли сторону Каролины: они поносили леди Джерси, которая якобы раскрыла обществу личную переписку принцессы, осуждали Георга за его экстравагантность и роскошный образ жизни, а Каролину изображали несчастной, обманутой женой. Благодаря своему лёгкому, весёлому нраву, принцесса быстро завоевала популярность в обществе, что не могло не беспокоить её непопулярного супруга. Георг стал искать способ развестись.
По мере взросления Шарлотта Августа постепенно становилась пешкой в конфликте родителей, жаждавших привлечь на свою сторону короля и королеву. В августе 1797 года Каролина покинула Карлтон-хаус, который Георг потребовал для себя и Фицгерберт, и переехала жить в арендованный дом близ Блэкхита, оставив дочь на попечении ненавистного супруга, как того требовало английское право, по которому отец имел больше прав на несовершеннолетних детей, чем мать. Однако принц не принял никаких мер, чтобы ограничить доступ Каролины к дочери. В Блэкхите Каролина, больше не сдерживаемая супругом, стала вести свободный образ жизни: она устраивала многочисленные приёмы и флиртовала со многими политическими и военными деятелями, такими как адмирал Сидней Смит и Джордж Каннинг. В декабре 1798 года Георг пригласил супругу провести зиму в Карлтон-хаусе, но Каролина отказалась. Это приглашение было последним серьёзным усилием по примирению со стороны Георга и его провал означал, что скорее всего у Георга никогда не будет законного сына, который встал бы между Шарлоттой Августой и британским престолом. Каролина продолжала навещать дочь в Карлтон-хаусе; кроме того, принцессу иногда привозили в Блэкхит, где она навещала мать, но никогда девочке не позволяли остаться в доме матери. Во время летних каникул Георг арендовал Шрусбери-лодж в Блэкхите для дочери, что значительно облегчило её общение с Каролиной.

### Деликатное расследование
Непривычное для британского двора поведение принцессы Каролины привело к тому, что в 1807 году она была обвинена в половых связях с другими мужчинами после разрыва с мужем. Причиной этих обвинений была необычная привязанность Каролины к маленькому Уильяму Остину, взятому ею на воспитание в 1802 году, которую объясняли тем, что он был её собственным ребёнком от другого мужчины. Супруг Каролины выражал надежду, что так называемое «деликатное расследование», начатое в 1806 году, сможет доказать супружескую неверность со стороны принцессы, что позволит самому Георгу получить развод и запретить Каролине видеться с дочерью. Следователи не допрашивали ни саму Каролину, ни её предполагаемых любовников, среди которых были такие известные личности как адмирал Сидней Смит, капитан Томас Мэнби, политик Джордж Каннинг, художник Томас Лоуренс и сын виконта Худа — Генри, но были сосредоточены на слугах принцессы Уэльской. Когда слуг расспросили о предполагаемой беременности Каролины, некоторые подтвердили её, но некоторые опровергли; часть слуг была уверена в беременности Каролины, но другая часть сомневалась, указывая, что у принцессы столько избыточного веса, что нельзя было сказать наверняка. Один из слуг заявил, что видел, как настоящая мать мальчика, София, привела его в дом Каролины; на основании этих показаний София Остин предстала перед комиссией и подтвердила, что Уильям является её сыном. Вместе с тем, слуги не смогли назвать имён ни одного любовника Каролины, но её лакей Джозеф Робертс заявил, что принцесса «очень любит секс».
Дочь Каролины была в курсе расследования; десятилетняя принцесса была очень огорчена, когда встретила мать в парке, и та, послушная приказу принца не иметь никаких контактов с Шарлоттой Августой, сделала вид, что не замечает дочь. Позднее в том же году Каролина получила плохие новости из Брауншвейга, захваченного французами: её отец был убит в битве при Йене и Ауэрштедте, а мать и брат Фридрих Вильгельм, герцог Брауншвейг-Вольфенбюттеля, бежали в Англию. Незадолго до этих событий Каролина готова была вернуться в родной Брауншвейг, однако совершить путешествие через захваченную Европу она не решилась.
К большому разочарованию Георга, следственная комиссия не нашла доказательств рождения Каролиной второго ребёнка, хотя было отмечено, что поведение принцессы вызывает некоторое недопонимание. На время расследования король, очень любивший Каролину, отстранился от неё, но когда стало ясно, что принцесса ни в чём не виновна, вновь стал видеться с ней. После завершения расследования Георг неохотно позволил Шарлотте Августе видеться с матерью; встречи должны были проходить лишь раз в неделю в присутствии матери Каролины в Блэкхите или Кенсингтоне с условием, что девочка не будет иметь никаких контактов с Уильямом Остином. Несмотря на то, что комиссия не нашла никаких доказательств против принцессы, слухи о её непристойном поведении распространились в прессе.

### Социальная изоляция
К концу 1810 года король Георг III окончательно впал в безумие, и 6 февраля 1811 года принц Уэльский был приведён к присяге перед Тайным советом в качестве принца-регента. Получив практически неограниченную власть, Георг ограничил доступ Каролины к дочери: 4 октября 1812 года Каролина поехала в Виндзор, чтобы навестить дочь, однако увидеться с Шарлоттой Августой ей не удалось. Тогда Каролина потребовала аудиенции у королевы, но та ничем не могла помочь невестке. 12 января следующего года Каролина написала мужу длинное и страстное письмо, которое было зачитано на заседании Тайного совета; это письмо не пошло на пользу принцессе: Тайный совет заключил, что встречи Шарлотты Августы с матерью должны по прежнему твёрдо регулироваться. После неудачи с супругом, Каролина написала письмо спикеру палаты общин, которое также было зачитано на заседании палаты, однако лорды предпочли не вмешиваться в дела могущественного регента. 8 марта принцессе намекнули, что если она и дальше будет упорствовать в желании увидеться с дочерью, ей и вовсе запретят общаться с ней. В тот же день Каролина столкнулась с Шарлоттой Августой на прогулке и смогла поговорить с ней несколько минут. 23 марта 1813 года умерла мать Каролины, и Георг позволил дочери провести несколько часов с женой.
Принцесса также оказалась в социальной изоляции, поскольку теперь высшее общество во всём потакало принцу Уэльскому и предпочитало его экстравагантные вечеринки. Оставшись в одиночестве, Каролина покинула свою лондонскую резиденцию и перебралась в бывшую резиденцию матери Коннаут-хаус в Бейсуотер. Здесь принцесса стала искать союзников, способных помочь ей обойти запрет Георга на свидания с дочерью. Объединившись с Генри Брумом, амбициозным членом партии вигов, жаждавшего реформ, Каролина начала пропагандистскую кампанию против мужа. Георг ответил на это тем, что обнародовал показания некоторых слуг, полученных во время «деликатного расследования», однако ничего этим не добился: народ по прежнему был на стороне Каролины в семейном конфликте; также её поддерживала дочь, искренне привязанная к матери. Известная писательница Джейн Остин писала о Каролине: «Бедная женщина, я буду поддерживать её как можно дольше, потому что она женщина и потому что я ненавижу её мужа».
В 1813 году Георг стал серьёзно рассматривать варианты брака для своей дочери: в мужья Шарлотте Августе принц-регент и его советники выбрали Виллема, наследного принца Оранского, сына и наследника принца Виллема IV Оранско-Нассауского. Такой брак увеличил бы британское влияние на северо-западе Европы, однако сам Виллем произвёл плохое впечатление на Шарлотту Августу, и та стала тянуть время с ответом на предложение. О планируемом браке Каролина узнала только тогда, когда под давлением отца Шарлотта Августа дала согласие. Принцесса Уэльская выступала против брака дочери с принцем Оранским и получила в этом вопросе большую общественную поддержку: когда Шарлотта Августа появлялась на публике, толпа призывала её не оставлять мать в одиночестве, выйдя замуж за принца Оранского. Шарлотта Августа уведомила жениха, что если они поженятся, её мать должна будет всегда получать тёплый приём в их доме; это обязательное условие оказалось неприемлемым для супруга Каролины. Когда принц Оранский не согласится с условием, Шарлотта Августа разорвала помолвку. В ответ Георг собрался фактически посадить дочь под домашний арест: 12 июля 1813 года Шарлотта Августа была оповещена отцом, что все её слуги будут уволены, а она сама должна будет оставаться в своём доме близ Карлтон-хауса, пока её не перевезут в виндзорский Кранборн-лодж, где ей будет разрешено видеться только с королевой. Услышав это, Шарлотта Августа сбежала из дома и отправилась к матери в Коннаут-хаус. Каролина, в это время навещавшая друзей в Блэкхите, поспешила домой; принцесса же вызвала нескольких вигов, чтобы те посоветовали ей, что нужно делать. Вместе с вигами в дом Каролины прибыли и некоторые члены семьи, в том числе герцог Йоркский, которому было поручено вернуть Шарлотту Августу к отцу, если понадобится — силой. После долгого совещания Каролина и виги посоветовали Шарлотте Августе вернуться в дом отца и выполнить его волю, что она и сделала на следующий день.
В 1814 году, после поражения Наполеона, знать со всей Европы приняла участие в торжествах в Лондоне, однако Каролина на празднование приглашена не была. В это же время ухудшились отношения между Георгом и Шарлоттой Августой, которая требовала большей свободы для себя. Принцесса характером во многом была похожа на мать и горячо поддерживалась ею: выглядела Шарлотта Августа старше своего возраста и очень любила развлечения; в пятнадцать лет она влюбилась и тайно встречалась со своим предполагаемым кузеном — Карлом Гессеном. Каролина была в восторге от страстности своей дочери и делала всё, что было в её силах, чтобы стимулировать эти отношения, в том числе позволяла им встречаться в одной из комнат в своих покоях.
В конце июля 1814 года Каролина собиралась покинуть страну для длительного пребывания на континенте: расстроенная своим положением и обращением в Великобритании, принцесса заключила сделку с министром иностранных дел Робертом Каслри, по которой она покинет страну в обмен на ежегодные выплаты в размере 35 000 фунтов. Отъезд матери расстроил Шарлотту Августу: она, как и Генри Брум, считала, что если Каролина уедет, это укрепит позиции её супруга и ослабит оппозицию. Кроме того, Шарлотта Августа была возмущена небрежностью Каролины при прощании, поскольку считала, что «Бог знает сколько времени пройдёт и какие события произойдут прежде, чем мы увидимся снова». Тем не менее, 8 августа 1814 года Каролина покинула страну.

### Заграничная жизнь

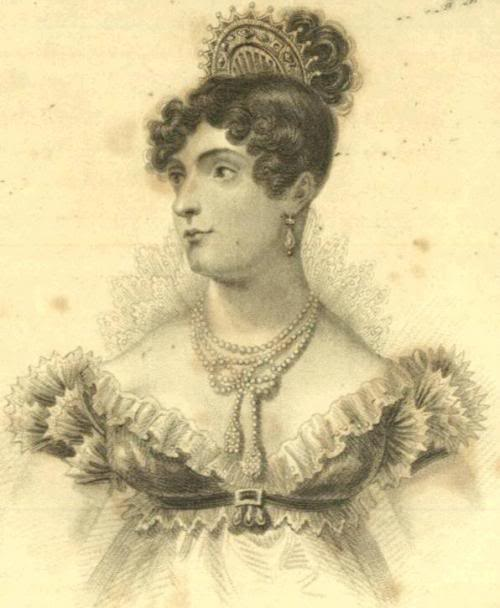
Каролина, принцесса Уэльская.
Неизвестный художник, ок. 1820

Каролина отбыла из Лондона со свитой, состоявшей в основном из англичан, однако позднее все они покинули принцессу по различным причинам, а сама она не смогла найти достойную замену. После двухнедельного пребывания в доме брата, герцога Фридриха Вильгельма Брауншвейг-Вольфенбюттельского, она направилась через Швейцарию в Италию и уже в Милане наняла в качестве личного курьера Бартоломео Пергами — военного, служившего под командованием генерала Пино во время кампаний 1812—1814 годов; Пергами получил предложение от короля Неаполя Иоахима Мюрата остаться на службе и получить внеочередное звание, однако тот отказался, чтобы остаться рядом с принцессой. Каролина быстро привязалась к Бартоломео: она последовательно даровала ему должности конюшего и личного камергера, он был её постоянным спутником и даже ужинал вместе с принцессой. Каролина также взяла к себе на службу в 1814—1817 годах родственников Бартоломео: его брат Луи управлял её домом, сестра Бартоломео Ангелика и его дочь Виктория были фрейлинами принцессы, а их мать Валотта заведовала финансами Каролины.
В 1815 году Каролина, несмотря на трудности с финансами, приобрела виллу д’Эсте близ озера Комо. В начале 1816 года Каролина вместе с Пергами отправилась в путешествие по Средиземноморью, где они посетили бывший дворец Наполеона на Эльбе и Сицилию; стараниями Каролины на Мальте Бартоломео получил Мальтийский орден и баронский титул. После Сицилии они посетили Тунис, Милос, Афины, Коринф, Константинополь и Назарет; затем Каролина совершила весьма эффектный театральный въезд в Иерусалим, восседая на осле в колонне верблюдов. Здесь, снова стараниями Каролины, Пергами был посвящён в рыцари Иерусалимского ордена; кроме того, Бартоломео стал великим магистром ордена Святой Каролины, учреждённого принцессой. В августе Каролина вернулась в Италию в сопровождении своего любимого слуги, по пути остановившись в Риме ради аудиенции у папы.

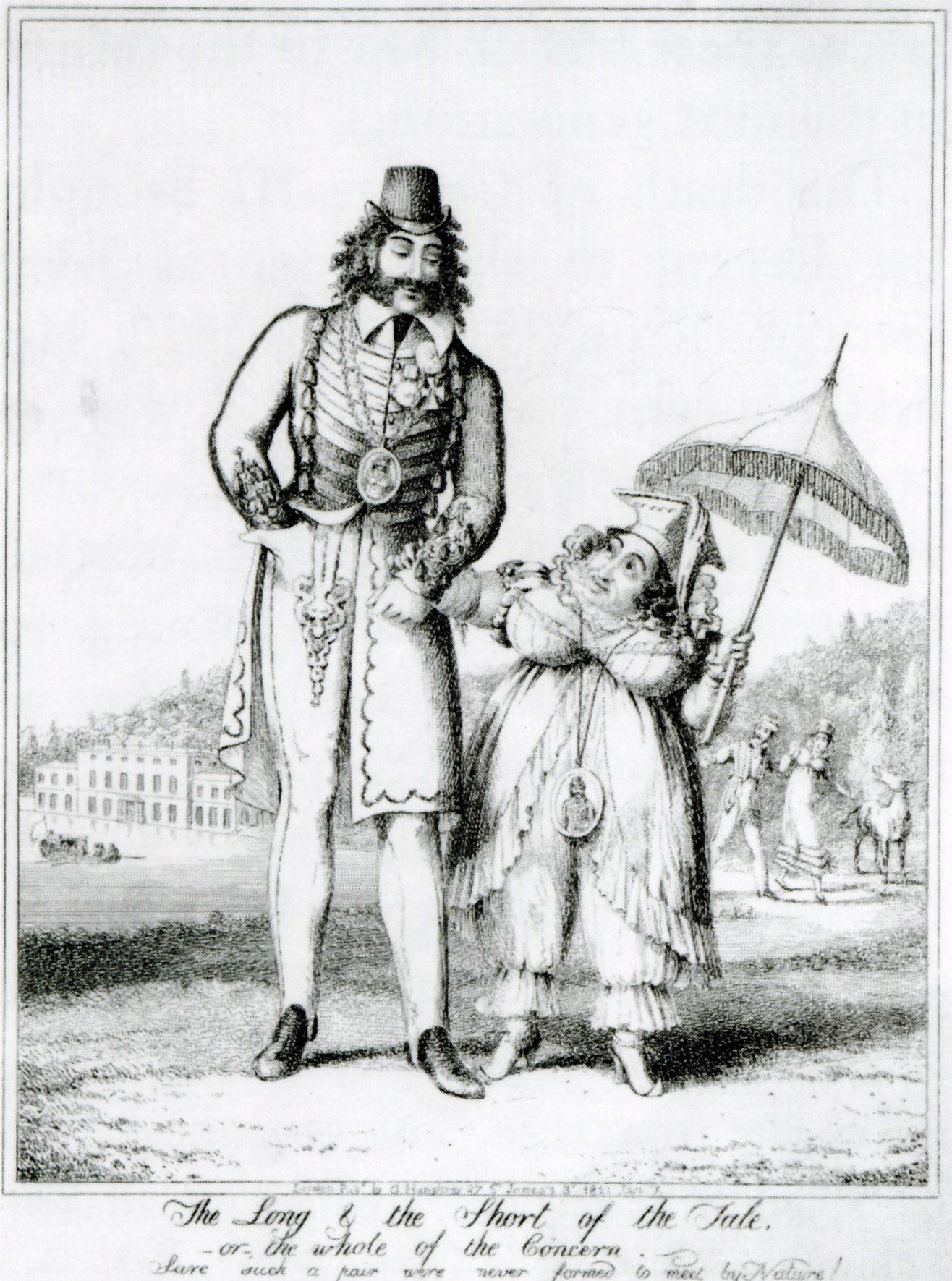
Карикатура Джорджа Крукшанка на предполагаемые отношения Каролины и Пергами

Ко времени возвращения в Италию, совместные времяпрепровождение Каролины и Пергами привело к тому, что их повсеместно считали любовниками. Каролина вела себя с таким легкомыслием, что из Англии тайно были отправлены комиссары, чтобы исследовать её поведение. Принцесса была окружена шпионами и после её возвращения в Италию была предпринята попытка захватить её документы и доказать измену: ганноверский шпион барон Фридрих Омптеда подкупил одного из слуг принцессы, чтобы тот отыскал в её спальне доказательства прелюбодеяния, однако тот ничего не нашёл. Тем временем, к августу 1817 года долги Каролины выросли настолько, что она вынуждена была продать виллу д’Эсте и переехать на меньшую виллу Каприле близ Пезаро.
Годом ранее дочь Каролины Шарлотта Августа вышла замуж за принца Леопольда Саксен-Кобург-Заальфельдского; свадьба состоялась 2 мая 1816 года в Карлтон-хаусе, при этом, по настоянию принца-регента, Каролина на церемонию приглашена не была. Тем не менее, принцесса была рада за дочь, а будущее британской монархии казалось безоблачным. 5 ноября следующего года Шарлотта Августа родила мёртвого сына, а на следующий день умерла сама. Супруг Каролины отказался известить её о смерти дочери, оставив это на Леопольда. Леопольд же пребывал в состоянии глубокой скорби и отправил тёще письмо с большим опозданием, когда она уже сама узнала скорбную весть: курьер, доставлявший письмо от Георга папе, остановился в доме Каролины в Пезаро и сообщил о смерти Шарлотты Августы. Узнав о потере своего единственного ребёнка, Каролина лишилась чувств, а придя в себя заявила: «Англия, великая страна, потеряла всё, потеряв мою любимую дочь». Со смертью дочери Каролина потеряла надежду когда-нибудь восстановить свои позиции при дворе, став матерью правящей королевы. В том же году она планировала вернуться в Великобританию, однако планы оказались не осуществлёнными.
После смерти дочери Георг исполнился решимости развестись с ненавистной женой, для чего созвал комиссию под председательством вице-канцлера Джона Лича, которая должна была уличить принцессу в измене. Лич послал троих комиссаров в Милан, чтобы те допросили бывших слуг Каролины, в том числе Теодора Махоччи, служившего у Каролины в 1815—1818 годах, и горничную Луизу Демонт. В Лондоне Генри Брум по-прежнему выступал в качестве агента Каролины; обеспокоенный тем, что «миланская комиссия» может угрожать принцессе, он отправил своего брата Джеймса на виллу Каролины в надежде узнать, есть ли у Георга основания для развода. Джеймс написал брату, что Каролина и Пергами «судя по всему, [живут как] муж и жена, никогда ничего не было так очевидно». Миланская комиссия, тем временем, находила всё больше и больше доказательств, и к 1819 году Каролина всерьёз стала опасаться за своё положение: она сообщила Джеймсу Бруму, что готова согласиться на развод в обмен на большую сумму денег, однако в то время в Англии развод по взаимному согласию был незаконен; единственная возможность развестись появлялась только тогда, когда один из супругов признавался или был признан виновным в измене. Каролину такой расклад не устраивал, на что Брум сообщил ей, что только так она получит развод. Стремясь избежать огласки, Брум обсуждал с правительством сделку, по которой Каролина получила бы меньший титул, к примеру герцогини Корнуолльской, вместо принцессы Уэльской. Пока продолжались переговоры, в конце 1819 года Каролина путешествовала по Франции, что породило слухи о том, что она собирается вернуться в Англию. В январе 1820 года принцесса планировала вернуться в Италию, однако 29 января умер король Георг III. Муж Каролины стал королём, а сама она, по крайней мере формально, стала королевой.

## Королева Великобритании

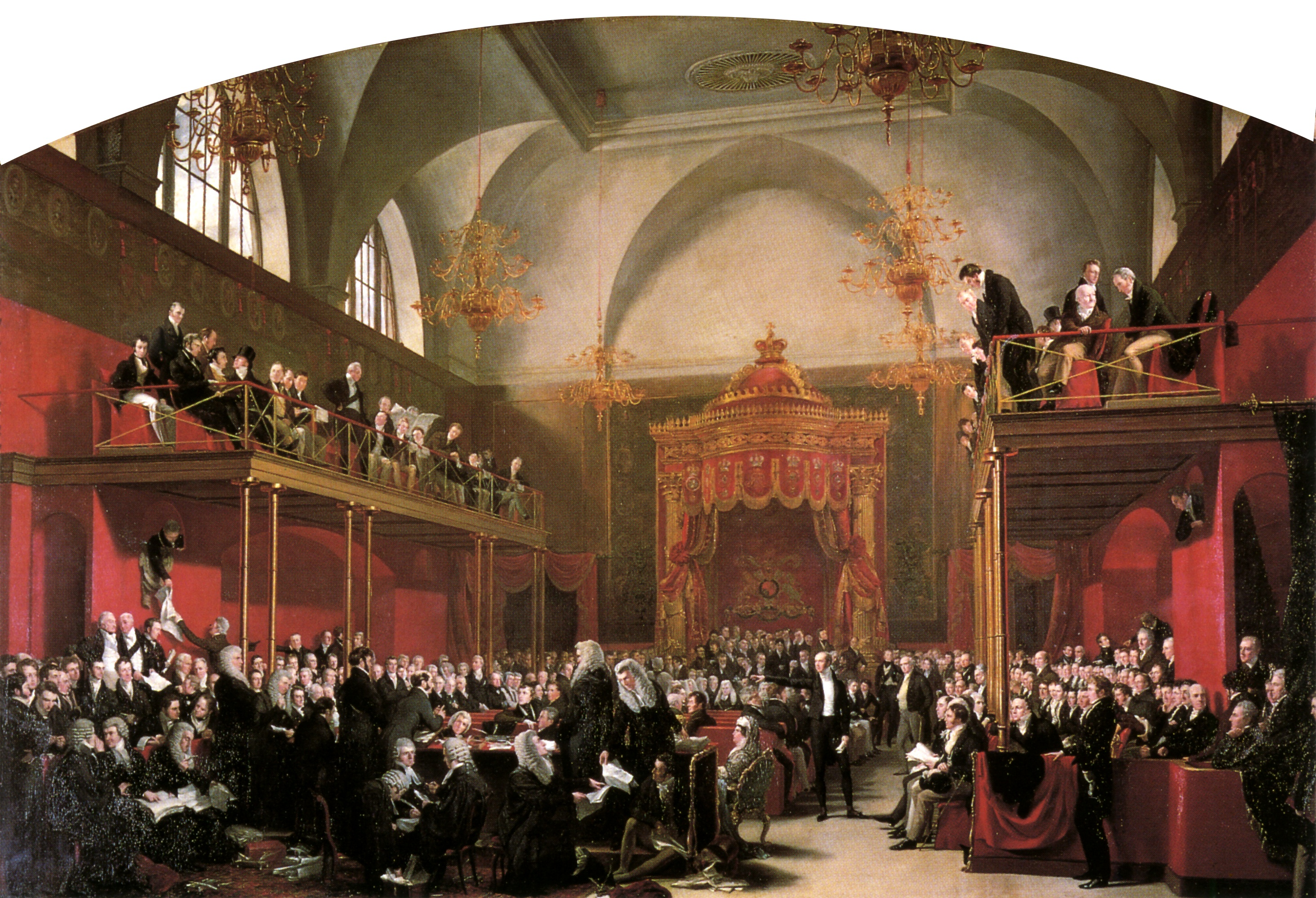
Процесс против королевы Каролины. Джордж Хейтер, 1820

Вопреки тому, что теперь Каролина стала королевой, её положение с восшествием Георга IV на престол стало ещё хуже. Узнав о смерти Георга III, Каролина направилась в Рим, однако здесь ей отказали в почётном карауле, а папа не принял её. Кроме того, советник папы кардинал Консальви настаивал на том, что с ней будут обращаться как с герцогиней Брауншвейгской, но не как с королевой. В попытке отстоять свои королевские права, Каролина собралась отправиться в Лондон. В это же время король потребовал своих министров избавиться от неё. Он смог убедить их удалить имя жены из литургии англиканской церкви, но согласие на развод так и не было получено, потому что министры опасались того, что может случится, если состоится гласное судебное разбирательство: правительство было слабым и непопулярным, а суд рассматривал бы подробно непристойные подробности личной жизни не только Каролины, но и её супруга.
К началу июня Каролина отправилась на север; во время её пребывания в Сент-Омере близ Кале Каролина получила письмо от супруга, в котором он предлагал ей увеличенную годовую ренту в размере пятидесяти тысяч фунтов, если она примет его условия: она не должна принимать титул королевы Великобритании или какой-либо другой титул, полагающийся члену британской королевской семьи, а также останется за пределами страны и никогда больше не приедет в Великобританию. Такое предложение было неприемлемо для Каролины и, по совету олдермена Мэтью Вуда и своей близкой подруги Энн Гамильтон, она отказалась. Той же ночью королева простилась с Пергами и села на корабль до Англии. На следующее утро, 6 июня 1820 года в час дня Каролина высадилась в Дувре и была встречена королевским салютом, поскольку местные управляющие не получили никаких противоположных указаний. На пути в Лондон королеву горячо приветствовали зеваки; в самой столице её также ожидали овации. В Лондоне Каролина предпочла остановиться в доме Мэтью Вуда на Саус Одли-стрит. В столице Каролина быстро стала лицом растущего радикального движения, которое требовало политических реформ и выступало против непопулярного короля. 15 июня взбунтовалась гвардия на королевских конюшнях; бунт быстро подавили, однако правительство опасалось дальнейших волнений.

### Билль о разводе

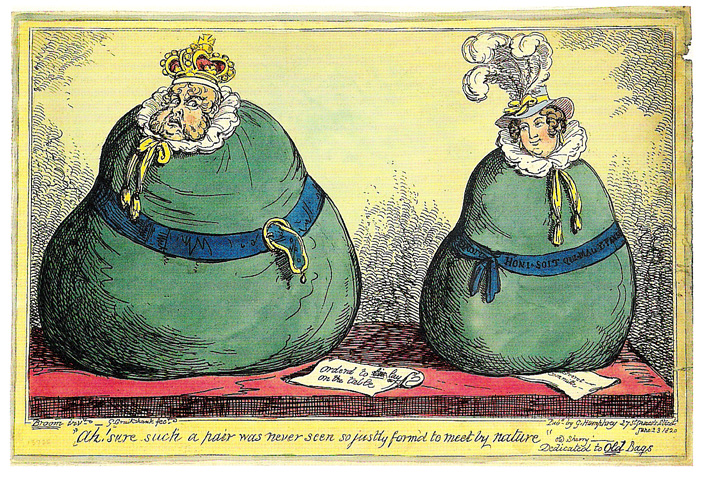
Карикатура на Георга и Каролину, изображающая их двумя большими зелёными сумками, в которых прибыли доказательства из Милана.
Джордж Крукшанк, 23 июня 1820

Неожиданный приезд жены наполнил короля и его сторонников ужасом, и на следующий день по приказу Георга в парламент были доставлены две зелёные сумки из Милана, в которых содержались доказательства развратной жизни Каролины. Рассмотрение документов из этих сумок несколько раз откладывалось из-за того, что члены парламента не могли прийти к единому мнению о том, в какой именно форме должно идти следствие. В конечном итоге, 27 июня сумки были вскрыты и тайно изучены комиссией из пятнадцати пэров. Комиссия посчитала содержимое документов достаточным, чтобы 5 июля граф Ливерпуль предложил принять билль «о лишении Её Величества Каролины Амалии Елизаветы титулов, прерогатив, прав, привилегий и льгот королевы-консорта, чтобы расторгнуть брак между Его Величеством и названной Каролиной Амалией Елизаветой». Первое чтение билля, обвинявшего Каролину в адюльтере с низкородным мужчиной (Бартоломео Пергами), состоялось в тот же день, второе чтение было назначено на 19 августа 1820 года, однако в тот день состоялось только предварительное заседание; в то же время, 21 августа прошёл допрос свидетелей, среди которых был и бывший слуга королевы Махоччи. Чтение билля стало фактически судом над Каролиной, основным защитником которой стал Генри Брум. Другим влиятельным сторонником и защитником Каролины оказался знаменитый адвокат лорд Эрскин, который, несмотря на свои обязательства перед королём, требовал для его супруги справедливого суда. Эрскин выступал за то, чтобы содержимое зелёных сумок рассматривала тайная комиссия; кроме того, он настаивал на том, чтобы Каролине предоставили список свидетелей, благодаря чему их количество уменьшилось с 78 до 28 человек. 6 ноября палата лордов голосовала о том, в каком формате будет проходить второе чтение законопроекта: 123 человека проголосовали за содержательное заседание (собственно, чтение), 95 — за несодержательное (обсуждение). 8 ноября предложение о разводе было проведено в комитете с перевесом в 67 голосов. 10 ноября, в день, на который было назначено третье чтение, граф Ливерпуль вдруг заявил, что он не будет готов к нему ближайшие шесть месяцев.
Рассмотрение билля выудило на свет многие непристойные подробности личной жизни Каролины и её отношений с Пергами. В частности, свидетели утверждали, что королева и её слуга спали в одной комнате, целовались и даже были замечены вместе раздетыми несколько раз. Если показания свидетелей были достоверными, отношения королевы с Пергами говорили только об одном — Каролина безусловно виновна; однако, даже если свидетельства были подложными, близкие друзья и последователи королевы признавали, что её поведение было в высшей степени непозволительным и бестактным. Вместе с тем, мало кто сомневался, что королева избежит развода, поскольку в противном случае народ оказался бы на стороне Каролины, а король стал бы ещё более непопулярен. В конечном итоге, билль был принят палатой лордов, но не был представлен в палату общин, так как было мало шансов пройти её. Каролина праздновала триумф, как и Генри Брум, который благодаря делу королевы вознёсся на политический Олимп. Сама Каролина шутила в кругу друзей, что действительно когда-то совершила прелюбодеяние с мужем миссис Фицгерберт — королём.
Во время процесса Каролина оставалась неизменно популярной и в её поддержку поступило около восьми сотен петиций и собрано около миллиона подписей. Также многие революционные заявления были сделаны во имя королевы, которая была лицом оппозиции. Сама Каролина не отрицала связи с оппозицией и даже сделала несколько заявлений в своих выступлениях:

Все классы всегда могут найти во мне искреннего друга их свобод и рьяного защитника их прав.— Выступление Каролины в сентябре 1820 года.

Правительство может остановить марш интеллекта не больше, чем задержать движение приливов или ход планет.— Цитирование Каролины в газете The Times от 7 октября 1820.
Однако с окончанием процесса Каролина фактически разорвала все связи с радикалами.
Во время разбирательства Каролина жила в Бранденбург-хаус близ Хаммерсмита, однако затем она потребовала назначить ей в качестве резиденции один из дворцов и создания условий, соответствующих королеве. В назначении резиденции Каролине было отказано, из-за того, что это не устраивало Георга IV; парламент рассмотрел вопрос об условиях, в частности об увеличении ежегодных выплат, и было решено назначить королеве ренту в пятьдесят тысяч фунтов. 30 ноября 1820 года Каролина в сопровождении личной стражи посетила собор Святого Павла, после чего поблагодарила народ за поддержку во время рассмотрения билля. В Лондоне королеву принимали со всеми почестями, однако добиться возвращения своего имени в литургии ей не удалось.

### Смерть

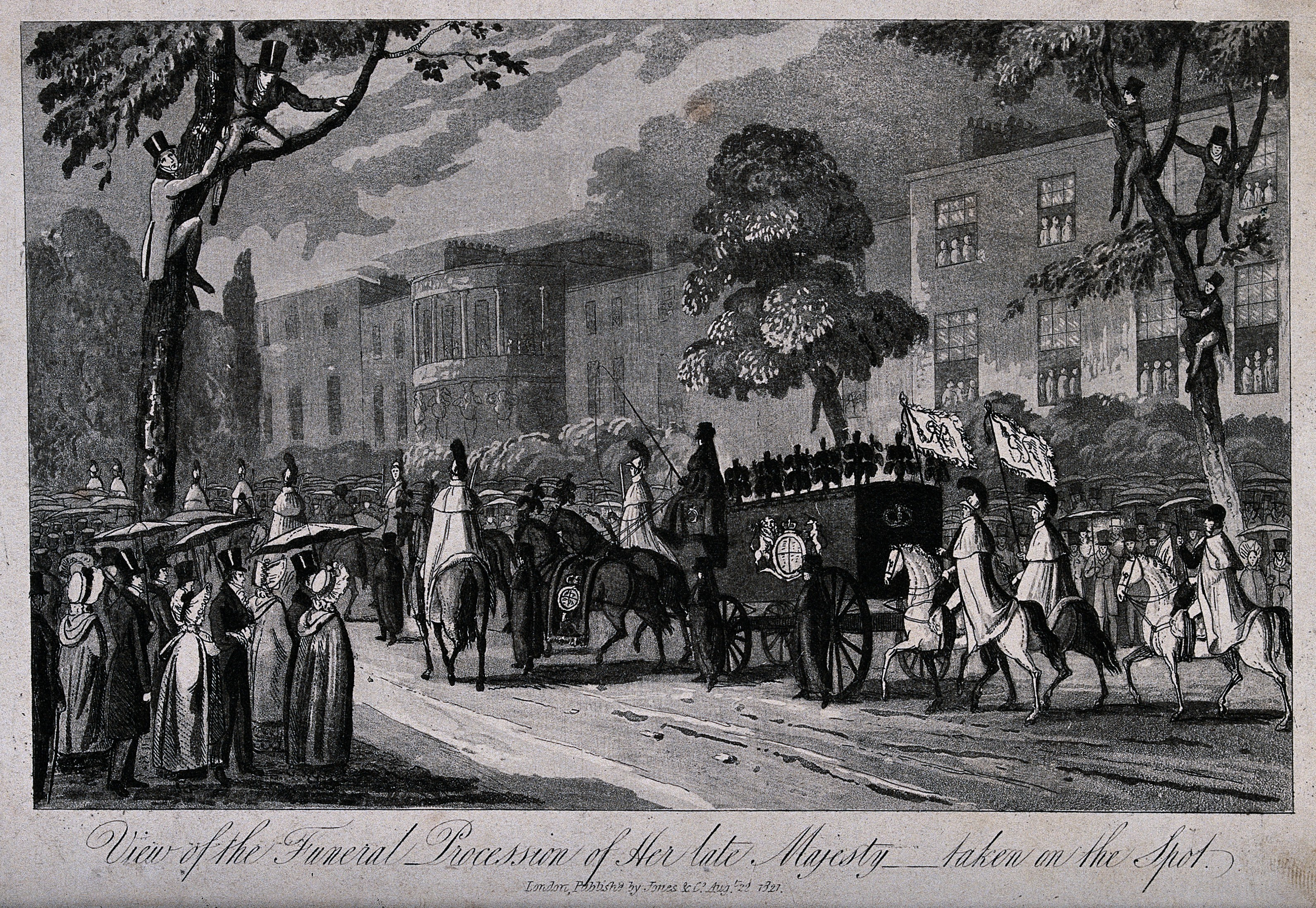
Похоронная процессия королевы (вероятно Каролины), 1821

Георг IV был коронован 29 июля 1821 года в Вестминстерском аббатстве. Каролина объявила о своём намерении присутствовать на церемонии и потребовала предоставить ей подходящее место, однако получила жёсткий отказ. Несмотря на это, королева прибыла на церемонию, однако в собор её не пустили. После нескольких весьма экстравагантных попыток проникнуть на коронацию, Каролина сдалась, опасаясь, что своими действиями вызовет волнение в народе. В действительности, своими несдержанностью и излишним упорством Каролина оттолкнула многих от себя, и даже Генри Брум испытал к ней неприязнь из-за её «недостойного поведения».
Вечером 30 июля находившаяся в театре Друри-Лейн Каролина почувствовала себя плохо. По рекомендации врача она приняла большую дозу молока магнезии и несколько капель лауданума. В течение следующих трёх недель Каролина испытывала всё более и более сильные боли, а её состояние ухудшалось. Чувствуя, что близка к смерти, королева призвала своего помощника и приказала сжечь все свои документы, письма и записные книжки. Она подписала новое завещание и распорядилась о похоронах: её тело должно было быть погребено в родном Брауншвейге, а на могиле должна была быть выбита надпись «Здесь лежит Каролина, оскорблённая королева Англии». Каролина умерла в Бранденбург-хаус в Хаммерсмите вечером 7 августа 1821 года в четверть одиннадцатого в возрасте 53 лет. Её врач считал, что королева страдала кишечной непроходимостью, однако вполне возможно, что у неё был рак; кроме того, ходили слухи, что Каролину отравили.
Смерть жены не принесла успокоения королю. Он согласился исполнить последнюю волю Каролины и распорядился похоронить её в Брауншвейге. По распоряжению короля, гроб с телом Каролины должны были сопровождать солдаты почётного караула, а маршрут похоронной процессии должен был пройти за пределами города. Однако горожане решили иначе: в день похорон они, желая в последний раз выказать уважение к королеве, собрались в Вестминстере, откуда тело Каролины отправилось в последний путь, и не позволили солдатам выехать за пределы города. Дело дошло до кровавого столкновения, когда солдаты почётного караула открыли огонь по толпе и стали расчищать себе путь саблями. В конце концов, по решению главы лондонского магистрата сэра Роберта Бейкера официальный маршрут был отменён, и кортеж проследовал через город. 16 августа гроб с телом Каролины был доставлен на корабль в Харидже, который прибыл в Брауншвейг 24 августа. Официальная церемония погребения состоялась 25 августа в Брауншвейгском соборе.

## В культуре
Каролина является главной героиней романов Александра Дюма-отца («Каролина Брауншвейгская, королева адюльтера», 1872) и Ричарда Кондона («Брошенная женщина», 1977). Последний конфликт между Каролиной и Георгом IV описывается в романе Роберта Барнарда «Dead Mr. Mozart» (1995).
В радио-постановке 2008 года «Народная принцесса» брак и развод Каролины и Георга сравнивается с браком и разводом принца Чарльза и Дианы Спенсер; роль Каролины и Георга исполнили Ребекка Сейр и Алекс Дженнингс.
Каролина является второстепенным персонажем фильмов «Миссис Фицгерберт» (1947, роль исполнила Ванда Рота) и «Первый джентльмен» (1948, роль исполнила Эми Франк). В эпизоде «Девушка из Ричмонд-хилл» телепостановки BBC Sunday-Night Theatre (1957) роль принцессы Каролины исполнила Аннетт Карелл. Каролина является периодическим персонажем британского телесериал 1979 года «Принц-регент»; роль исполнила Дина Стабб. История брака Каролины легла в основу британской телевизионной докудрамы 1997 года канала Би-би-си «Королевский скандал»; роль Каролины исполнила Сьюзан Линч, роль Георга IV — Ричард Грант.

## Герб

Герб Каролины как королевы Великобритании, Ирландии и Ганновера, использовавшийся ею с 1820 года, основан на британском королевском гербе Ганноверской династии, объединённом с гербом её отца — герцога Брауншвейгского. Щит увенчан короной, Святого Эдуарда. Щитодержатели обременены титлом (турнирным воротничком) как в щите: золотой, вооружённый червленью и коронованный золотой короной (как в щите) леопард [восстающий лев настороже] и серебряный, вооружённый золотом единорог, увенчанный наподобие ошейника золотой короной, с прикрепленной к ней цепью.
Щит надвое. Справа британский королевский герб Ганноверской династии: в первой и четвёртой частях — в червлёном поле три золотых вооружённых лазурью леопарда (идущих льва настороже), один над другим [Англия]; во второй части — в золотом поле червлёный, вооружённый лазурью лев, окружённый двойной процветшей и противопроцветшей внутренней каймой [Шотландия]; в третьей части — в лазоревом поле золотая с серебряными струнами арфа [Ирландия]). Поверх щита располагается трёхчастный щиток короля Ганновера, увенчанный золотой королевской короной: в первой части — два золотых вооружённых лазурью леопарда [идущих льва настороже], один над другим [Брауншвейг]; во второй части — в золотом поле, засеянном червлёными сердцами, лазоревый, вооружённый червленью лев [Люнебург]; в третьей части — в червлёном поле серебряный бегущий конь [Вестфалия]; поверх щитка располагается щиток с золотой короной Карла Великого [отличительный знак казначея Священной Римской империи — должности, занимаемой предками короля].
Слева двенадцатичастный герб герцога Брауншвейга: в первой части — в золотом поле, засеянном червлёными сердцами, лазоревый, вооружённый червленью лев [Люнебург]; во второй части — два золотых вооружённых лазурью леопарда [идущих льва настороже], один над другим [Брауншвейг]; в третьей части — в лазоревом поле серебряный, коронованный золотой короной, восстающий, вооружённый червленью лев [Эберштайн]; в четвёртой части — червлёном поле с серебряно-лазоревой окантовкой золотой восстающий и вооружённый лазурью лев [Хомбург]; в пятой части — в золотом поле червлёный, вооружённый и коронованный лазоревой короной восстающий лев [Дипхольц]; в шестой части — в червлёном поле золотой, вооружённый лазурью восстающий лев [Лаутерберг]; в седьмой части надвое — сверху в золотом поле чёрные медвежьи лапы, вооружённые серебром [Гойа], снизу клинчатое деление на серебро и лазурь [Бруххаузен]; в восьмой части — в лазоревом поле вооружённый червленью серебряный орёл [орёл Дипхольца]; в девятой части — шахматное деление на серебро и червлень [Хонштайн]; в десятой части — серебряном поле правый червлёный олений рог [Регенштайн]; в одиннадцатой части — в серебряном поле чёрный олень [Клеттенберг]; в двенадцатой части — в серебряном поле левый чёрный олений рог [Бланкенберг].
До восшествия Георга IV на престол Каролина пользовалась аналогичным гербом принцессы Уэльской, основанном на британском королевском гербе Ганноверской династии с серебряным титлом, объединённом с гербом её отца — герцога Брауншвейгского. Щит увенчан короной, соответствующей достоинству детей наследника трона.

## Комментарии
1. ↑  В пути кортеж встретил британский посланник, который сообщил принцессе, что эскадра, высланная навстречу ей, вынуждена была вернуться назад[16].
2. ↑  В дальнейшем именно леди Джерси стала самым непримиримым врагом Каролины и больше других сделала для расставания Георга с супругой[16].
3. ↑  По общему мнению он являлся внебрачным сыном герцога Йоркского, дяди Шарлотты Августы[59].
4. ↑  Слова принцессы оказались пророческими и она больше не виделась с матерью[62]: в ноябре 1817 года Шарлотта Августа умерла во время родов, Каролина же вернулась в Великобританию только после смерти короля Георга III в январе 1820 года.
5. ↑  Так лорд Байрон писал своему издателю, что принцесса Уэльская и её слуга «несомненно любовники»[71].
6. ↑  Смерть Шарлотты Августы оставила короля без законных внуков, а его младшему ребёнку на тот момент было уже больше сорока лет.
7. ↑  Официально она так и не была извещена о смерти свёкра[55].
8. ↑  Были убиты двое представителей общественности: плотник Ричард Хани и каменщик Джордж Фрэнсис[105].
9. ↑  Позднее Бейкер был снят с поста за это решение[106].